# Daniel Calvin
Daniel Calvin (Bakersfield, ...) è un ex giocatore di football americano statunitense, che ha giocato come defensive tackle.
Dopo aver giocato per due diverse squadre universitarie non ha proseguito nel football americano, ad eccezione della vittoriosa partecipazione al mondiale 2011 con la nazionale statunitense.

## Palmarès
- 1 Mondiale (2011)